# 高羽又十郎
高羽 又十郎（たかば またじゅうろう）は、戦国時代の武将。備後国三谿郡吉舎の南天山城を本拠とした国人・和智氏の家老を務める。

## 生涯
備後国三谿郡吉舎の南天山城を本拠とした国人・和智氏の家老を務める高羽氏に生まれる。
具体的な年は不明だが、11月12日付けで醍醐寺三宝院の末寺で備後国三谿郡清綱村に所在した修験道当山派の寺院である修応山常和寺の円光坊に対して和智元郷から所領を寄進し、和智氏における3年に1度の大峰山入峰の際の祈念を依頼する旨の奉行人連署奉書を小泉左馬允と共に発給する。
永禄11年（1568年）5月に主君の和智誠春とその弟の柚谷元家が毛利隆元暗殺の嫌疑により厳島神社の摂受坊へ監禁される。同年12月16日に和智氏家臣1人の手引きにより番衆の油断に乗じて和智誠春と柚谷元家は摂受坊を脱走して厳島神社本殿に1ヶ月以上立て籠もった末、永禄12年（1569年）1月24日に熊谷就政と児玉元村らによって誅殺された。
和智誠春の死を見届けた近習の下部与三郎は誠春の念持仏を厳島から持ち帰って吉舎の常和寺に納め、誠春の死を知った又十郎は同年2月8日に常和寺の境内において下部与三郎と共に切腹した。